# فرانكلين ديفيد
فرانكلين ديفيد (بالبرتغالية: Franklin David‏) هو عارض برازيلي، ولد في 13 نوفمبر 1986 في Botuporã ‏ في البرازيل.